# 一本松站 (紋別市)

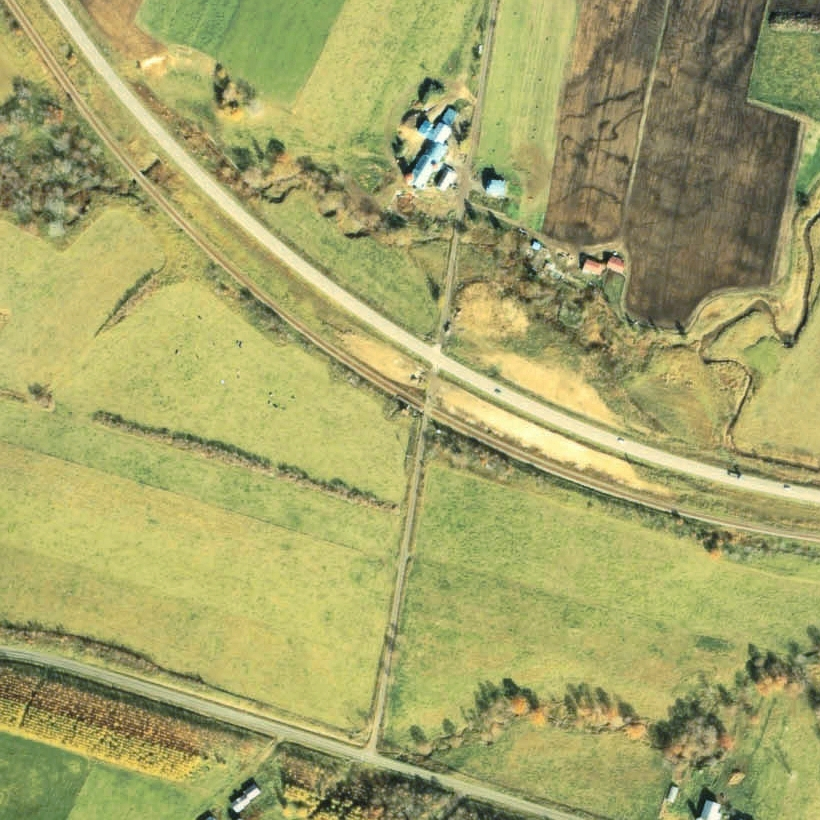
1978年的一本松臨時乘降場與方圓約500m範圍。右邊是遠輕方向。月台旁邊可看見候車室的屋頂。現時靠近遠輕一方的平交道設有一條小路左邊設置了機場的導航設施。

一本松站（日语：／ Ippommatsu eki */?）是位於北海道紋別市元紋別，北海道旅客鐵道（JR北海道）的名寄本線車站（廢站）。隨著名寄本線廢線，車站在1989年（平成元年）5月1日廢除。
部分普通列車通過此站，截至1989年（平成元年）4月30日（廢除前的時間表），下行5班和上行7班通過此站。

## 歷史
- 1955年（昭和30年）12月25日 - 日本國有鐵道（國鐵）名寄本線一本松臨時乘降場（局（日语：鉄道管理局）設定）啟用。
- 1987年（昭和62年）4月1日 - 伴隨國鐵分割民營化，車站由北海道旅客鐵道（JR北海道）營運。同時升級為車站，名為一本松站。
- 1989年（平成元年）5月1日 - 名寄本線全線廢除，此站也廢除。

## 車站構造
截至車站廢除前，車站是一座地面車站，設有1面1線的單式月台。
由於車站源自臨時乘降場，因此此站為無人車站。

## 車站周邊
在車站廢除後，周邊建設（遷移）了新的紋別機場。
- 國道238號（日语：国道238号）（鄂霍次克國道）[2]
- 北海道北見巴士（日语：北海道北見バス）、北紋巴士（日语：北紋バス）「鄂霍次克紋別機場」巴士站

## 現況
截至2011年（平成23年），車站遺留了枕木和鐵路標誌。元紋別站至此站附近的路段還有防雪林，以及未鋪裝的道路連接紋別機場前，而路軌遺址延伸至小向站蹟前。

## 相鄰車站
北海道旅客鐵道（JR北海道）
名寄本線
元紋別－一本松－小向

## 注腳
1. ↑  太田幸夫. . 富士Comtem. 2004-02: 220. ISBN 978-4893915498 （日语）.
2. ↑  . 地勢堂. 1980-03: 18 （日语）.
3. 1 2 3  本久公洋. . 北海道新聞社. 2011-09: 124–125. ISBN 978-4894536128 （日语）.